# Sir Abdool Raman Osman State College
 (janvier 2019).
Si vous disposez d'ouvrages ou d'articles de référence ou si vous connaissez des sites web de qualité traitant du thème abordé ici, merci de compléter l'article en donnant les références utiles à sa vérifiabilité et en les liant à la section « Notes et références ».
Sir Abdool Raman Osman SC (SARO) est un collège de Vacoas-Phoenix, Maurice. Il a été fondé en 1996 comme le Royal College of Phoenix et renommé en hommage à Raman Osman (en), le premier gouverneur général de Maurice à la fin de l'année. Plus de blocs ont été ajoutés et fin 1997, l'école est devenue un énorme complexe occupant une superficie au sol de près de 16 000 m2. Il a été converti en une forme Six écoles en 2002[pas clair]. En janvier 2006, à la suite d'une décision politique du gouvernement, de l'école a commencé à admettre des élèves en Formule 1[Quoi ?]. Fin de l'année 2007, l'école est devenue un Collège national et a changé son nom en Sir Abdool Raman Osman Collège d'État. L'école est l'un des plus grands collèges et les plus importants de l'île Maurice. Les principaux atouts de l'école sont les sciences et les  sujets techniques.

## Uniforme
L'uniforme scolaire est composée d'une chemise or et crème avec un jean bleu. La première édition de la Polo-shirt avait une conception de loup à son dos. La deuxième édition a maintenant un logo conçu par les étudiants eux-mêmes.

## Sources
- Sir Abdool Raman Osman SC School Magazine 2009
- http://edu.gov.mu/saro/default.aspx